# 존 홉킨스 (배우)
존 홉킨스(John Hopkins, 1974년 ~ )는 잉글랜드의 배우이다.

## 출연 작품
- 이상한 나라의 앨리스 (2010)
- 더 닥터, 토나도 앤 더 켄터키 키드 (2006)
- 와이어 인 더 블러드 (2002)
- 환락의 여정 (1989)
- 더 빌 (1984)
- 우주 좀비 (1969)